# Echinochloa chacoensis
Echinochloa chacoensis là một loài thực vật có hoa trong họ Hòa thảo. Loài này được Michael ex Renvoize mô tả khoa học đầu tiên năm 1995.